# Haimbachia prestonella
Haimbachia prestonella é uma espécie de mariposa pertencente à família Crambidae. Foi descrita pela primeira vez por Schaus, em 1922. Pode-se encontrar no México.